# Ферара (Болцано)
Ферара (итал. Ferrara) је насеље у Италији у округу Болцано, региону Трентино-Јужни Тирол.
Према процени из 2011. у насељу је живело 143 становника. Насеље се налази на надморској висини од 1215 м.